# Нижнеянск
Нижнея́нск — посёлок городского типа в Усть-Янском улусе Якутии, центр одноимённой поселковой администрации.

## География
Нижнеянск расположен за Северным полярным кругом, в дельте реки Яны, в 581 километре к северу от улусного центра посёлка Депутатского.

## История
В 1936 году на месте будущего посёлка был устроен перевалочный пункт для грузов, завозимых в Якутию по Севморпути. В 1954 году было начато строительство крупного речного порта. При этом для работы в новом порту в течение 10 последующих лет переселяли речников из Янска. Посёлок превратился в крупный транспортный узел для снабжения Усть-Янского и Верхоянского районов Якутии и материально-технического обеспечения Депутатского ГОКа.
Отнесён к категории рабочих посёлков в 1958 году.

### Современное состояние и перспективы
В 1996 году из Нижнеянска в Усть-Куйгу перевели управление Янским речным пароходством, после чего начался упадок посёлка. С 1989 года население посёлка упало более чем в 10 раз. В настоящее время состояние посёлка остаётся крайне неудовлетворительным и даже катастрофическим. По словам журналистки Маргариты Нифонтовой, на 2022 год 90% жилого фонда посёлка находится в аварийном состоянии, в посёлке отсутствуют полиция, пожарная часть, медицинская помощь осуществляется лишь путём сообщения с улусным центром. При этом в посёлке отсутствует безработица, был зарегистрирован лишь один безработный. Порт Нижнеянска остаётся важным стратегическим узлом для речного сообщения с Северо-Восточной Якутией. Будущее возрождение поселка, в первую очередь, связывают с промышленным освоением полезных ископаемых, в частности, с разработкой месторождения золота Кючус и со строительством АЭС малой мощности.

## Аэропорт
На правом берегу реки Яна расположен «Аэропорт Нижнеянск», который входит в структуру Федерального казённого предприятия «Аэропорты Севера». Принимаемые воздушные суда: Ан-24, Ан-26, L-410, Ан-2, Ан-3, вертолёты всех типов. Взлётно-посадочная полоса грунтовая, длина составляет 1700 м. В период весеннего паводка аэропорт затопляется выходящей из берегов рекой, в это время возможна посадка только вертолётов.
Ранее выполнялись регулярные рейсы авиакомпаний «Якутия» и «Полярные авиалинии». По состоянию на 2012 год, из-за нерентабельности регулярные рейсы не осуществляются.

## Население
| 1959 | 1970  | 1979  | 1989  | 2002 | 2008 | 2009 | 2010 |
| ---- | ----- | ----- | ----- | ---- | ---- | ---- | ---- |
| 862  | ↗1681 | ↗2164 | ↗2502 | ↘701 | ↘429 | ↘386 | ↗391 |
| 2011 | 2012  | 2013  | 2014  | 2015 | 2016 | 2017 | 2018 |
| ↗392 | ↘355  | ↘328  | ↘300  | ↘279 | ↘264 | ↘233 | ↗237 |
| 2019 | 2020  | 2021  | 2023  |      |      |      |      |
| ↘229 | ↘224  | ↘218  | ↘207  |      |      |      |      |